# Vladimír Hauptvogel
Vladimír Hauptvogel (8. února 1914 Lhota pod Džbánem – 13. května 1944 Zbenice) byl československý voják a příslušník výsadku Chalk.

## Život

### Mládí
Narodil se 8. února 1914 ve Lhotě pod Džbánem. Otec Antonín byl zemědělec, matka Božena, rozená Škutchanová byla v domácnosti. Měl dva sourozence, bratra a sestru. Obecnou školu dokončil v Domoušicích, měšťanskou v Rakovníku. Poté studoval dvouletou zemědělskou školu.
1. října 1936 nastoupil na základní vojenskou službu k 38. pěšímu pluku v Berouně. 1. června se stal velitelem družstva Stráže obrany státu. Z armády odešel 1. března 1939 v hodnosti četaře.

### V exilu
23. listopadu 1939, po konfliktu s Němci v Lužné společně s přítelem Arnoštem Mikšem opustil protektorát a přes Slovensko, Maďarsko a Jugoslávii se dostali do Francie. Zde byl prezentován v Agde a zařazen do československé zahraniční armády k 1. pěšímu praporu. Účastnil se bojů na frontě a po pádu Francie byl 13. července 1940 evakuován do Anglie. Tam byl zařazen k 1. pěšímu praporu. 28. října byl povýšen na rotného a vybrán k výcviku pro plnění zvláštních úkolů. Od 21. února do 27. března absolvoval základní sabotážní kurz a parakurz. Dále od 27. srpna 1942 do 6. července 1943 prošel kurzy průmyslové sabotáže, výcvikem v konspiračním zaměstnání, dokončovacím kurzem a konspiračním cvičením. Od 4. září do 17. září 1943 prodělal spojovací cvičení a pokračovací kurz. 8. října 1943 odletěl s ostatními příslušníky desantu Chalk do Itálie.

### Nasazení
Společně s dalšími příslušníky desantu byl vysazen 9. dubna 1944 u Větrova poblíž Kamýku nad Vltavou. Činnost skupiny byla silně omezena. Přestože se dostali do kontaktu s odbojem a pokoušeli se plnit zadané úkoly, byla celá skupina 13. května za účasti zrádce A. Horáka pozatýkána gestapem. Při převozu se Hauptvogelovi podařilo uniknout. Při následné přestřelce při pronásledování zabil jednoho z německých vojáků, sám byl ale postřelen do nohy a následně spáchal sebevraždu střelou do hlavy.

### Po válce
Dne 1. prosince 1945 byl jmenován podporučíkem pěchoty v záloze a zároveň poručíkem pěchoty v záloze in memoriam. 2. července 1947 byl povýšen do hodnosti nadporučíka pěchoty v záloze in memoriam.
V roce 1964 byla na jeho rodném domě odhalena pamětní deska, na místě jeho smrti byl odhalen památník. Hrob s jeho tělem se nikdy nepodařilo nalézt.

## Vyznamenání
- 1944 -  Pamětní medaile československé armády v zahraničí se štítky Francie a Velká Británie
- 1945 -  Československý válečný kříž 1939
- 1946 -  druhý Československý válečný kříž 1939
- 1946 -  Československá medaile Za chrabrost před nepřítelem
- 1946 -  Československá medaile za zásluhy I. stupně